# گیرنه
شهر کایرنیا یا گیرنه(یونانی: Κερύνεια ، ترکی استانبولی: Girne) در ناحیه گیرنه کشور قبرس شمالی واقع شده‌است. جمعیت این شهر ۱۹٫۷۰۱ نفر است.